# 秋田県立能代松陽高等学校
秋田県立能代松陽高等学校（あきたけんりつ のしろしょうようこうとうがっこう）は、秋田県能代市にある県立の高等学校である。

## 設置学科
- 普通科
- 国際コミュニケーション科
- 情報ビジネス科
  - 情報コース
  - 会計コース
  - 流通コース

## 沿革
- 2013年（平成25年）4月9日 - 秋田県立能代北高等学校と能代市立能代商業高等学校が統合し、秋田県立能代松陽高等学校が開校。校舎は、能代市立能代商業高等学校の校舎をそのまま使用。
- 2022年（令和4年）7月21日 - 野球部が、能代商時代の2011年（第93回）以来11年ぶり通算4度目となる夏の甲子園出場決定。
- 2023年（令和5年）1月27日 - 野球部が、能代商時代も含めて初めてとなる春の甲子園出場決定。

## 部活動
- 運動部
  - 野球、バスケットボール（男女）、バレーボール（女）、ソフトテニス（男女）、バドミントン（男女）、卓球（男女）、陸上競技（男女）、空手道（男女）、サッカー（男）、ソフトボール（女）
- 文化部
  - 吹奏楽、美術、書道、演劇、写真、茶道、JRC・IAC、英語、ビジネス情報、科学、家庭クラブ、放送、新聞、応援

## 交通
- JR五能線・能代駅より徒歩15分。